# Auriate
Die italienische Grafschaft Auriate lag an den Osthängen der Westalpen um Cuneo und Saluzzo und bestand bis zur Mitte des 10. Jahrhunderts. Anfang des Jahrhunderts ist Graf Rodulf von Auriate bezeugt, der nach 902 starb und die Grafschaft dem fränkischen Ritter Roger überließ, den er erst als Stellvertreter, dann als Nachfolger eingesetzt hatte. Rogers Sohn Arduin Glaber vertrieb 940/945 die Sarazenen aus dem Susatal und gehörte danach zu den engsten Vertrauten des Markgrafen Berengar von Ivrea, der 945 daranging, die italienische Krone zu erwerben, was ihm im Jahr 950 dann auch gelang.
Zu Beginn des darauf folgenden Jahres schloss Berengar die Reorganisation der militärischen Strukturen südlich des Po ab, die sein Vorgänger Hugo I mit dem Ziel begonnen hatte, gegen Angriffe der Sarazenen vom Meer her besser gerüstet zu sein. Dabei bildete er drei neue Territorien: die Markgrafschaft Ostligurien, die Markgrafschaft Westligurien sowie die Markgrafschaft Turin, die er mit Getreuen der ersten Stunde als Markgrafen besetzte, zu denen auch Arduin Glaber gehörte.
Die Markgrafschaft Turin umfasste das Gebiet zwischen Turin im Norden, den Westalpen sowie Albenga und Ventimiglia im Süden, und damit insbesondere auch die Grafschaft Auriate, die durch diesen Schritt aus der Geschichte verschwindet.
Der umfangreiche Grundbesitz, den die Familie Arduins, die Arduine, in Auriate hatte, wurde drei Generationen später zum Erbe der Gräfin Berta, die den Markgrafen Teto heiratete, ein ebenfalls in der Gegend begütertes Mitglied der in Montferrat regierenden Familie der Aleramiden. Der vereinigte Besitz des Paares wurde dann die Keimzelle der Markgrafschaft Saluzzo.